# Notas Cornell
El método de toma de notas Cornell o método de notas Cornell es un sistema de toma de apuntes creado en la década de los 50 por Walter Pauk, un profesor de educación en la Universidad de Cornell. Pauk recomendó el uso de este sistema en su libro How to study in college.

## Resumen del método cornell
El método Cornell provee un formato sistemático para la condensación y organización de apuntes. El estudiante divide una hoja de papel en dos columnas: una columna para apuntes (generalmente al lado derecho) que es el doble de ancha que la columna para preguntas / palabras clave (a la izquierda). El estudiante debe dejar en blanco de cinco a siete renglones, o trece centímetros, en la parte inferior de la hoja.
Los apuntes de clase son escritos en la columna para apuntes, los apuntes generalmente consisten en las ideas clave del texto o lección. Las ideas extensas son parafraseadas. Las oraciones largas deben ser evitadas usando símbolos o abreviaciones. Para ayudar en futuros exámenes se deben escribir, lo antes posible, preguntas relevantes o palabras clave en la columna para preguntas / palabras clave.
En un periodo no mayor de 24 horas de haber tomado los apuntes el estudiante debe revisar y escribir las preguntas para después hacer un resumen corto en los renglones dispuestos en la parte inferior de la hoja. Esto ayuda a incrementar la comprensión del tema. Cuando se estudia para un examen o prueba, el estudiante tiene un registro de sus clases conciso pero detallado y relevante.
Cuando se revisa el material, el estudiante puede cubrir la columna para toma de apuntes (derecha) mientras intenta contestar las preguntas / palabras clave de la columna izquierda. El estudiante es motivado a revisar y reflexionar sobre sus apuntes regularmente.

## Ejemplo
| PREGUNTAS: .-¿No basta con traerlos al mundo por obligación? .-¿Por qué son la base del matrimonio? .-¿No basta creerse un padre excelente? .-¿No basta castigarle por haber llegado tarde? | APUNTES: .-Personas que aceptan ser padres porque son presionados por otras. .-Hay personas que aceptan casarse o comprometerse porque van a ser padres. .-Hay personas que piensan o creen que por darle a sus hijos todo bien material, ellos van a ser felices, están muy equivocados. Existen padres que castigan a su hijo porque llegó tarde, y ni siquiera son dignos de escuchar los motivos por los cual tardo. |
| RESUMEN: Podemos decir que todo lo que sucede en la vida es por algo bueno, y que siempre debemos estar dispuestos a saberlos llevar por un buen camino, para así poder hacer que nuestras próximas generaciones sean mejores, pero no siempre todo se soluciona con bienes materiales, sino a tener mucha confianza entre los miembros de una familia y así poder apoyarse todos en todo momento y poder tener una vida buena y feliz uno mismo y también con toda su familia. | |

## Estudios sobre la eficacia
Un estudio publicado en 2008 por la Universidad Estatal de Wichita comparó dos métodos de toma de apuntes en una clase de inglés de secundaria, y encontró que las Notas Cornell pueden tener un beneficio adicional en los casos en que los estudiantes están obligados a sintetizar y aplicar los conocimientos adquiridos, mientras que el método de notas guiadas parece ser mejor para una recuperación de base.